# Kabinett Kaarlo Castrén
Das Kabinett Kaarlo Castréns war das vierte Regierungskabinett in der Geschichte Finnlands. Es amtierte vom 17. April 1919 bis zum 15. August 1919 (121 Tage).
Das Kabinett bestand aus Mitgliedern der liberalen Nationalen Fortschrittspartei, der Schwedischen Volkspartei sowie dem Landbund. 

## Minister
| Amt                                        | Name                                                              | Partei                                 |
| ------------------------------------------ | ----------------------------------------------------------------- | -------------------------------------- |
| Ministerpräsident                          | Kaarlo Castrén                                                    | Nationale Fortschrittspartei           |
| Außenminister                              | bis 28. April 1919: Carl Enckell ab 28. April 1919: Rudolf Holsti | parteilos Nationale Fortschrittspartei |
| Justizminister                             | Karl Söderholm                                                    | Schwedische Volkspartei                |
| Wehrminister                               | Rudolf Walden                                                     | parteilos                              |
| Innenminister                              | Carl Voss-Schrader                                                | parteilos                              |
| Finanzminister                             | August Ramsay                                                     | Schwedische Volkspartei                |
| Kirchen- und Bildungsminister              | Mikael Soininen                                                   | Nationale Fortschrittspartei           |
| Landwirtschaftsminister                    | Kyösti Kallio                                                     | Landbund                               |
| Verkehrs- und Infrastrukturminister        | Eero Kokko                                                        | Nationale Fortschrittspartei           |
| Handels- und Industrieminister             | Juho Vennola                                                      | Nationale Fortschrittspartei           |
| Sozialminister                             | Santeri Alkio                                                     | Landbund                               |
| Minister für provisorische Angelegenheiten | Mikko Collan                                                      | Nationale Fortschrittspartei           |
| Minister ohne Ressort                      | Mikko Luopajärvi                                                  | Landbund                               |